# 大山和栄
大山 和栄（おおやま かずえ、生年不詳2月16日 - 2010年4月）は、日本の女性漫画家。長崎県平戸市出身。血液型はO型。

## 来歴
1973年、小学館の少女向け漫画雑誌『週刊少女コミック』にて「おむこさん志願」でデビュー。以降同誌や、同社の一般女性向けの漫画雑誌『プチセブン』などを中心に多数の連載作品を執筆していた。また講談社、秋田書店などの少女向け漫画誌でも主に短編作品を発表していた。
2002年、乳がんに罹患していることが分かり、摘出手術を受けた。以降、乳がんの撲滅運動であるピンクリボン運動にもかかわっていた。また、その闘病体験を生かした作品である『未来暦』やエッセイ作品『明日への伝言』、『乳がんと闘う!!ピンクのリボン』なども発行された。
2009年10月頃より癌が再発した事実を自らのブログに公表し、闘病の記録を綴っていたが、2010年4月初旬自身のブログにて体調が急変したことを伝える記事を執筆していたのが最後の記事となった。その後、同月に亡くなっていたことが判明し、同年6月に故郷である平戸市にてお別れの会が執り行われた。

## 概要
長崎県平戸の風土をこよなく愛し、作品の中にも数多く登場させていた。例えば『姉妹坂』における茜の出生地が長崎の平戸であり、後に息を引き取る場所も平戸であった。平戸の復興とイメージアップに対し、ピンクリボン運動の講演会などで熱く情熱的に語り、ピンクリボン運動を通して自らも行動を起こしていた。
大学の教壇に立ち、新たな可能性を秘めた若い才能を育てつつ、心に傷を持つ若者達（不登校児童）との交流にも力を注いでいた。
後進の女性漫画家のみならず、漫画を中心とした文化に対して与えた影響には多大なものがあり、画力とストーリーを兼ね備えた本格派の女性漫画家として道を開いた人物であり、作中のキャラクターに対し、個性ではなくシュールな人物としての性格を取り込ませ表現する手法を用いた作家でもあった。
1982年、歌手・女優である小泉今日子のデビューにあたり、プロモーションとして当初は写真の公表をせず、大山が描いた彼女の似顔絵のイラストが使用された。この縁で、小泉のアルバム『詩色の季節』（LP盤、レーベル：ビクターエンタテインメント）のうち、B面に収録された曲の作詞を担当する。作品は物語仕立ての内容となっており、歌詞カードには大山のイラストがちりばめられている。
1984年、『週刊少女コミック』主催の『ザ・スカウトオーディション』において大山の代表作の1つである『シューティングスター』の主人公の名をグランプリとして冠した『浅香唯賞』に川崎亜紀が受賞。これを機に、川崎亜紀は芸名「浅香唯」として芸能界入りし、アイドルタレントとして活躍することとなる。
代表作の1つである『姉妹坂』は1985年に東宝より映画化された。また『未来暦』と『典子、点、テン』は中国でも発売されている。

## 作品リスト

### 一般漫画作品
- 独り遊技（小学館 全1巻）※短編集
- 恋糸車（小学館 全6巻）原作：落合恵子

1. ISBN 9784-091303110（1977年10月）
2. ISBN 9784-091303127（1977年12月）
3. ISBN 9784-091303134（1978年2月）
4. ISBN 9784-091303141（1978年4月）
5. ISBN 9784-091303158（1978年6月）
6. ISBN 9784-091303165（1978年8月）

- なつめのある家（朝日ソノラマ 全1巻）（1978年11月）
- 春なかば（朝日ソノラマ 全1巻）（1978年11月）
- わた雪ふんわり（朝日ソノラマ 全1巻）（1978年11月）
- 姉妹坂（小学館 全19巻）
- ほおずきの村へ（秋田書店 全1巻）ISBN 9784253071758（1980年12月）
- 夢色の積み木箱（講談社 全1巻）ISBN 9784061089662（1981年4月）
- 夢みたものは（小学館 全1巻）ISBN 9784091308023（1981年12月）※短編集
- 太陽の味がする（小学館 全3巻）

1. ISBN 9784091310712（1982年8月）
2. ISBN 9784091310729（1982年11月）
3. ISBN 9784091310736（1983年3月）

- たんぽぽ便り（秋田書店 全1巻）ISBN 9784253072441（1983年7月）
- シューティングスター（小学館 全3巻）

1. ISBN 9784091316813（1984年10月）
2. ISBN 9784091316820（1985年1月）
3. ISBN 9784091316837（1985年2月）

- 北野模様（小学館 全4巻）

1. ISBN 9784091321916（1985年12月）
2. ISBN 9784091321923（1986年4月）
3. ISBN 9784091321930（1986年9月）
4. ISBN 9784091321947（1987年2月）

- ぼだいじゅ（ヒット出版 全2巻）

1. 1986年2月発行
2. 1986年4月発行

- 風の岐路（秋田書店 全1巻）ISBN 9784253120074（1986年3月）
- 蒼いしあわせ（講談社 全1巻）ISBN 9784061701434（1986年11月）
- 赫い花（小学館 全12巻）

1. ISBN 9784091776518（1989年4月）
2. ISBN 9784091776525（1989年6月）
3. ISBN 9784091776532（1989年9月）
4. ISBN 9784091776549（1989年11月）
5. ISBN 9784091776556（1990年4月）
6. ISBN 9784091776563（1990年10月）
7. ISBN 9784091776570（1991年4月）
8. ISBN 9784091776587（1991年6月）
9. ISBN 9784091776594（1991年10月）
10. ISBN 9784091776600（1992年2月）
11. ISBN 9784091776617（1992年4月）
12. ISBN 9784091776624（1992年6月）

- 典子、点、テン（双葉社 全1巻）ISBN 9784575331271（1991年7月）
- 都わすれ（小学館 全11巻）

1. ISBN 9784091776716（1993年5月）
2. ISBN 9784091776723（1993年7月）
3. ISBN 9784091776730（1993年10月）
4. ISBN 9784091776747（1994年1月）
5. ISBN 9784091776754（1994年4月）
6. ISBN 9784091776761（1994年6月）
7. ISBN 9784091776778（1994年9月）
8. ISBN 9784091776785（1995年11月）
9. ISBN 9784091776792（1995年11月）
10. ISBN 9784091776808（1995年12月）
11. ISBN 9784091777119（1995年12月）

- 未来暦（集英社 1巻）ISBN 9784420150774（2005年12月）

### エッセイ漫画作品
- 明日への伝言―乳がんと闘う女性たち（秋田書店）ISBN 9784253104968（2004年7月）
- 乳がんと闘う!!ピンクのリボン（集英社）ISBN 9784420151429（2008年01月）